# بازی‌های ویدئویی (ترانه)
«بازی‌های ویدئویی» (به انگلیسی: Video Games) ترانه‌ای است که توسط خواننده و ترانه‌نویس آمریکایی لانا دل ری برای دومین آلبوم استودیویی‌اش زاده‌شده برای مردن (۲۰۱۲) و به‌عنوان اولین تک‌آهنگش ضبط شده‌است. این ترانه در ابتدا در ۲۹ ژوئن ۲۰۱۱ در اینترنت پخش شد، بعداً برای آلبوم چندآهنگه خود، لانا دل ری منتشر شد و دوباره در در ۷ اکتبر ۲۰۱۱ از طریق اینترسکوپ رکوردز به عنوان تک‌آهنگ اصلی از آلبوم استودیویی دوم خود، زاده‌شده برای مردن منتشر شد. این ترانه در حالی که اشعارش توسط دل ری و جاستین پارکر نوشته شد، توسط روبوپاپ تهیه شد. «بازی‌های ویدئویی» یک بالاد باروک پاپ است که از قهرمان یک داستان صحبت می‌کند و علی‌رغم اینکه او نادیده گرفته می‌شود، بدون در نظر گرفتن تصمیم می‌گیرد که او را دوست داشته باشد.
این ترانه به رتبه ۹۱ در جدول ۱۰۰ آهنگ داغ بیلبورد ایالات متحده رسید و گواهی طلا را دریافت کرد.